# Khapar
Khapar es una ciudad censal situada en el distrito de Nandurbar en el estado de Maharashtra (India). Su población es de 7235 habitantes (2011). Se encuentra a 41 km de Nandurbar.

## Demografía
Según el censo de 2011 la población de Khapar era de 7235 habitantes, de los cuales 3697 eran hombres y 3538 eran mujeres. Khapar tiene una tasa media de alfabetización del 83,35%, superior a la media estatal del 82,34%: la alfabetización masculina es del 88,64%, y la alfabetización femenina del 77,90%.